# Tipografia Națională a lui Iosif Romanov
Tipografia Națională a lui Iosif Romanov și Compania a fost înființată de librarul Iosif Romanov, în anul 1855, la București, cu sediul în Hanul Gherman, pe ulița Germană nr. 27, astăzi strada Smârdan.
Era cel mai mare și cel mai modern stabiliment particular din acea vreme. În gazeta „România” nr.47, din anul 1857, printr-o „Înștiințare” se făcea cunoscut că tipografia putea rivaliza cu cele mai moderne de acest fel din Europa. „Această imprimerie sub firma Tipografia Națională a lui Iosif Romanov și Compania, se recomandă ca cea mai perfectă până astăzi în țară. Are trei mașini iuți, două teascuri mai mici pentru lustru, litere de tot felul, române, franceze, nemțești, grecești, rusești, litere caligrafice, tot ce se atinge de tipărit cu deosebite culori, toate de o eleganță și frumusețe însemnată”.
Iosif Romanov l-a avut ca asociat pe Ștefan Rasidescu, fostul director al Tipografiei Mitropoliei. Director a fost numit Walter Scarlat, iar șef de atelier vestitul tipograf vienez Francisc Göbl. În perioada 1855-1863 în această tipografie au fost tipărite 120 de cărți de literatură română și universală, de istorie, de filozofie, de artă militară și 20 de periodice și calendare. Ziarele unioniste ca „Naționalul”, „România”, „Concordia” și „Dâmbovița” au fost tipărite tot aici, conținând articole semnate de mulți dintre acei români care au făurit România modernă. Au mai fost tipărite „Actele Adunării ad-hoc”, „Monitorul Oficial al Țării Românești” și actele Comisiei Centrale de la Focșani precum și presa comunităților bulgărești, grecești, nemțești ori israelite care nu aveau, la acea dată, o tipografie proprie. 
Activitatea de tipografie, librărie și editură realizată de Iosif Romanov pentru români, începând cu anul 1827 și până în anul 1863, asemănătoare celei desfășurate, în aceeași perioadă, la Paris, de librarul-editor Louis Christophe Hachette, a reprezentat o piatră de temelie la construcția unei societăți moderne, întemeiată pe solidaritate culturală și spirituală.

## Cărți tipărite (selecție)
- Alexandru Pelimon: Bukur, istoria fundării Bucureștilor, Tipografia Națională a lui Iosif Romanov et comp., 1858
- Dimitrie Bolintineanu; Alexandru Zanne: Kalendaru istoricu și literaru cu prevestirile vestitului activ astrolog Iosif Kazamia pe anul bisect 1860, (scriere cu alfabet de tranziție), Imprimeria Națională a lui Iosif Romanov et C-nie, 1860